# Inokuchi Ariya

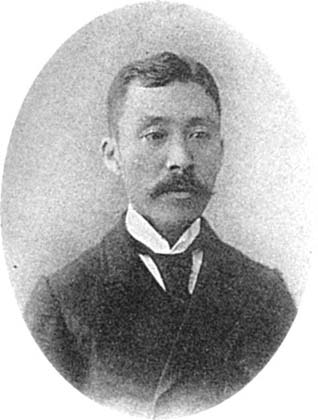
Inokuchi Ariya

Inokuchi Ariya (japanisch 井口在屋; geboren 27. November 1856 in Kanazawa (Provinz Kaga); gestorben 25. März 1923) war japanischer Pionier des Maschinenbaus und Erfinder der Kreiselpumpe.

## Leben und Wirken
Inokuchi Ariya wurde 1856 als Sohn von Inokuchi Tadashi (井口 済; 1812–1884), einem konfuzianischen Gelehrten der Kaga-Domäne in Kanazawa, geboren. Er war Absolvent der Abteilung für Maschinenbau in Tokio an der Ingenieurschule (工部大学校), der Vorläufereinrichtung der heutigen Fakultät für Ingenieurwissenschaften der Universität Tokio. 1886 wurde er Assistenzprofessor am Institute of Technology der Universität Tokio und 1896 dort Professor.
Inokuchi leistete Pionierarbeit in allen Bereichen des Maschinenbaus, darunter Wasserräder und Dampfmaschinen, mechanische Elemente wie Zahnräder und Schrauben, Wellenkupplungen und Schwungräder. Er war auch maßgeblich an der Auswahl der Terminologie des Maschinenbaus beteiligt. 1892 veröffentlichte er in englischer Sprache ein Warmwasserheizsystem für Gebäude und beteiligte sich 1898 an der Gründung der „Society of Mechanical Engineers“ (機械学会, Kikai gakkai). 1903 veröffentlichte er Theory of Centrifugal Pumps in englischer Sprache. Dies war die weltweit erste klare Konstruktionstheorie für die Herstellung der Kreiselpumpe und erregte internationale Aufmerksamkeit.
Ein auf dieser Theorie basierender Prototyp einer Kreiselpumpe war eine einstufige Turbinenpumpe mit einem Durchmesser von 175 Millimetern, die einen Gesamthub von 40 Metern erreichte. Ein japanisches Patent wurde am 29. Januar 1914 angemeldet. Es wurde für ihn und auch für seinen Kollegen Hatakeyama Issei (1881–1971) ausgestellt. Inokuchi gründete mit Hatakayama für die industrielle Fertigung das Unternehmen „Inokuchi-shiki kaikai jimusho“ (ゐのくち式機械事務所), das dann zu Ebara Seisakusho wurde.
Eine Kreiselpumpe aus der Anfangszeit wird im Maschinenmuseum des Parks Meiji Mura aufbewahrt.